# Falsobrium nigrum
Falsobrium nigrum är en skalbaggsart som beskrevs av Tatsuya Niisato 1990. Falsobrium nigrum ingår i släktet Falsobrium och familjen långhorningar. Inga underarter finns listade i Catalogue of Life.